# 卒業 Next Graduation
『卒業 Next Graduation』（そつぎょう ネクストグラデュエーション）は、2005年6月24日にIRIコマース&テクノロジーより発売された、Windows用育成シミュレーションゲーム。2006年3月9日には、サイバーフロントからPlayStation 2用に『卒業 2nd Generation』が発売された。

## 登場人物

### ヒロイン
新井 勝美
声：吉原ナツキ
加藤 結夏
声：鹿野優以
志村 もこ
声：こやまきみこ
高城 レイカ
声：植田佳奈
中本 梓
声：鎌田梢

### サブキャラクター
新井 聖美
声：鶴ひろみ
新井勝美の母。
加藤 美夏
声：嶋方淳子
加藤結夏の母。
志村 まみ
声：芳野日向子
志村もこの母。
高城 麗子
声：冬馬由美
高城レイカの母
中本 静
声：久川綾
中本梓の母。
諏訪 優美子
声：満仲由紀子
3年B組の副担任として，プレイヤーをサポートする新任教師。彼女も清華女子高校の卒業生で，母親達の後輩に当たる。「伝説の教師」（プレイヤー）にあこがれて教師になったという経歴だが，どうやら実際に教わったことはない模様。ちなみに，彼女の名前は一時期ザ・ドリフターズの仮メンバーであった「すわしんじ」に由来すると思われる。シリーズの伝統はしっかり守られているといえよう。

## 漫画
ジャイブより発売の『月刊コミックRUSH』に連載された、コミック版『卒業 Next Graduation』です。発売日は2005年7月7日。倉嶋丈康はキャラクター原案担当、作画は篠原花那。

## 関連商品

### 主題歌CD
「卒業・攻略法2005」（）は、ヒロイン5人による主題歌を収録したシングルCD。
収録曲
1. 卒業・攻略法2005
  - PCゲーム『卒業 Next Graduation』オープニングテーマ
2. 清華女子中学校 校歌
  - PCゲーム『卒業 Next Graduation』エンディングテーマ